# Ansgar Kirke (Flensborg)
 For alternative betydninger, se Ansgar Kirke. (Se også artikler, som begynder med Ansgar Kirke)
Ansgar Kirke  er sognekirke for den danske menighed i det nordlige Flensborg (Nystaden og Nordstaden), Kobbermølle, Klus, Nyhus og Sosti. Menigheden hører under Dansk Kirke i Sydslesvig. Kirken er opkaldt efter Nordens apostel Ansgar.
Menigheden Flensborg Nord blev oprettet i 1948. Kirken og menighedshuset ved Aabenraagade blev indviet i november 1968. Kirkebygningen fremstår som en både moderne og klassisk kirke med et lyst kirkerum. Kirken og menighedshuset blev fredet i januar 2007 og renoveret i 2008.